# Herbert C. Youtie

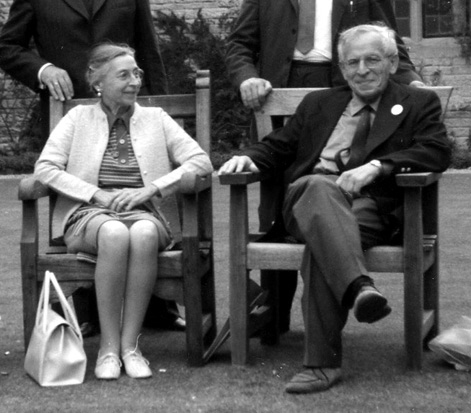
Louise und Herbert Youtie (1972)

Herbert Chayyim Youtie (* 28. August 1904 in Atlantic City; † 13. Februar 1980 in Ann Arbor) war ein US-amerikanischer Papyrologe und als solcher einer der bedeutendsten Vertreter seiner Fachrichtung im 20. Jahrhundert.

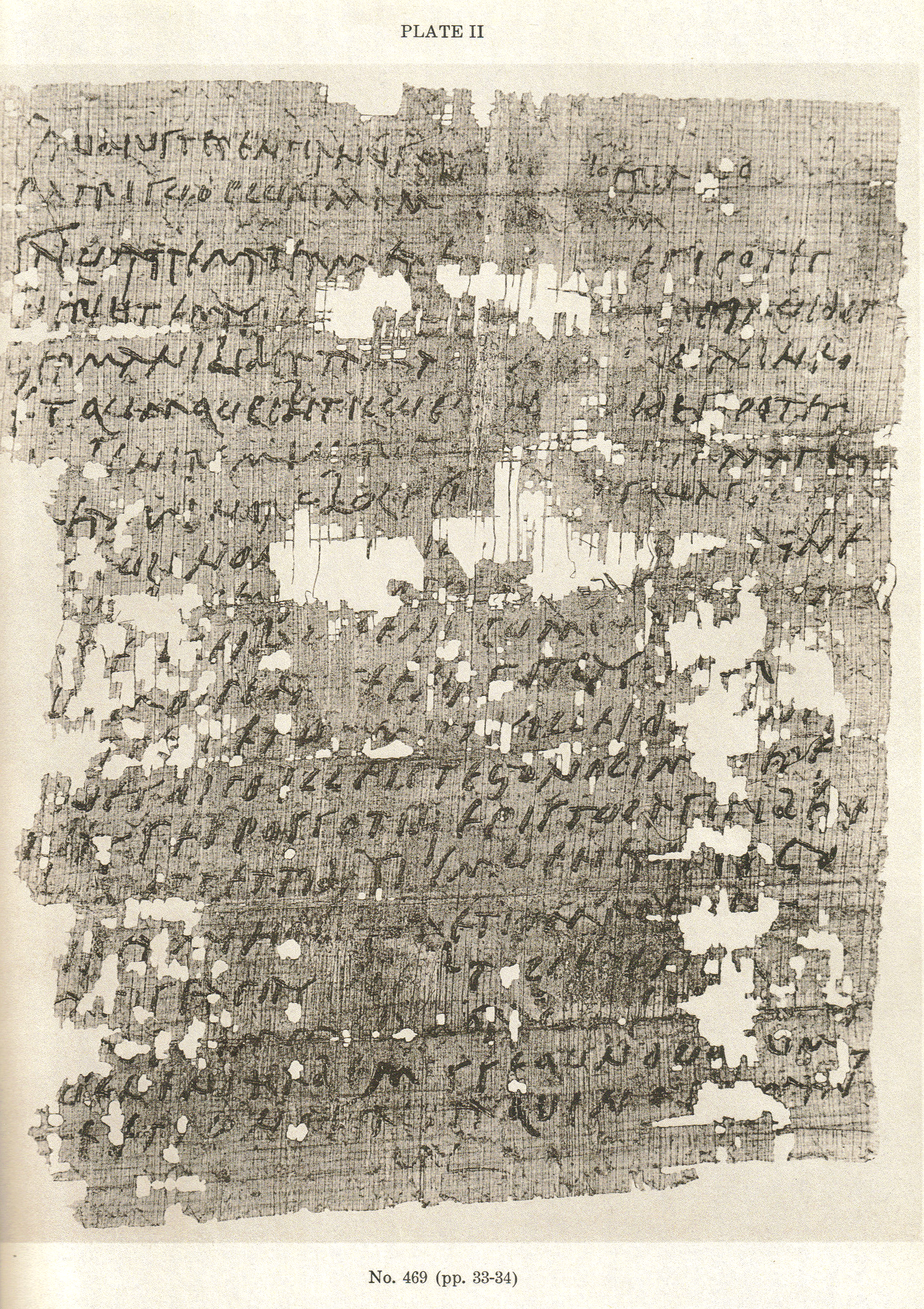
Papyrus No. 469 aus Karanis, ediert von Herbert Youtie und John Garret Winter.

## Leben
Herbert Youtie studierte an der University of Cincinnati, wo er 1927 den Bachelor of Arts erwarb, und an der Columbia University in New York, wo er im Jahr darauf seinen Abschluss als Master of Arts erwarb. 1929 war er Schüler von Paul Collart in Paris. Seit 1929 lehrte er für mehr als 50 Jahre an der University of Michigan in Ann Arbour; 1929 wurde Youtie Research Assistant, 1932 Research Associate und 1946 Research Professor of Papyrology. 1959 wurde er zudem einer der Direktoren der American Philological Association, 1968 Ehrenpräsident der Association Internationale de Papyrologues. Neben weiteren Ehrungen war er Mitglied der British Academy und der American Philosophical Society (1957) sowie 1969 Ehrendoktor der Universität zu Köln. An der University of Michigan wurde die Stelle eines Herbert C. Youtie Professor of Papyrology gestiftet.
Youtie brachte die Papyrologie in zweierlei Hinsicht voran. Zum einen entwickelte er neue theoretische wie praktische Standards für die Edition von papyrologischen Texten, wobei er sich an der Edition literarischer altphilologischer Texte orientierte. Der wichtigste von ihm eingeführte Grundsatz lautete keine Textänderungen bei einer Textlücke vorzunehmen. Zum anderen edierte er viele Papyri. Hierbei wirkte er häufig mit anderen Wissenschaftlern zusammen, auch seine zweite Ehefrau Louise Canberg, die 1934 heiratete, war Papyrologin. Er edierte dokumentarische Papyri und Ostraka der hellenistisch-römischen Zeit. Daneben leistete er bedeutende Forschungen zur Sozial- und Bildungsgeschichte Ägyptens in griechisch-römischer Zeit. Viele seiner Lesekorrekturen und Ergänzungen trugen zu einem besseren Verständnis der Texte bei.

## Schriften (Auswahl)
- Scriptiunculae posteriores. (2 Teile), Habelt, Bonn 1981/82, ISBN 3-7749-1836-8, ISBN 3-7749-1837-6